# Dourdan
Dourdan /duʁˈdɑ̃/ è un comune francese di 10 733 abitanti situato nel dipartimento dell'Essonne nella regione dell'Île-de-France. È uno dei comuni dell'antica provincia francese dell'Hurepoix, di cui è stata capoluogo.

## Geografia fisica
Dourdan è situata all'estremità ovest del dipartimento dell'Essonne, è bagnata dal fiume Orge e si trova in prossimità di boschi molto belli che costituiscono la forêt de Dourdan (bosco di Dourdan) (vedi Dintorni)

## Amministrazione

### Gemellaggi
Dourdan è gemellata con quattro città nel mondo:
- Bad Wiessee in Germania dal 1963
- Trougoumbé nel Mali dal 1988
- Lac Megantic nel Québec dal 1989
- Great Dunmow nel Regno Unito dal 1991

## Storia
Il nome trae verosimilmente origine da Dour, derivato dalla radice irlandese Dor che significa acqua o fiume.
Dourdan si sviluppò fin dal periodo gallo-romano; fu un importante centro di produzione della ceramica.
Dourdan fu la residenza di Ugo il Grande, chiamato anche Ugo il Bianco o Ugo l'Abate, padre di Ugo Capeto; vi morì nel 956.
Dourdan divenne residenza reale nel 987, quando Ugo Capeto fu consacrato re.
Nel 1220 Filippo Augusto fece costruire un castello. I più famosi tra i successivi possessori del castello, che fu spesso concesso come appannaggio, furono:
Bianca di Castiglia, il duca di Sully, Anna d'Austria e la famiglia d'Orléans.

## Infrastrutture e trasporti
La città di Dourdan è servita da due stazioni della linea C della RER: Dourdan et Dourdan-la-Forêt, capolinea di una delle diramazioni di questa linea.

## Monumenti principali

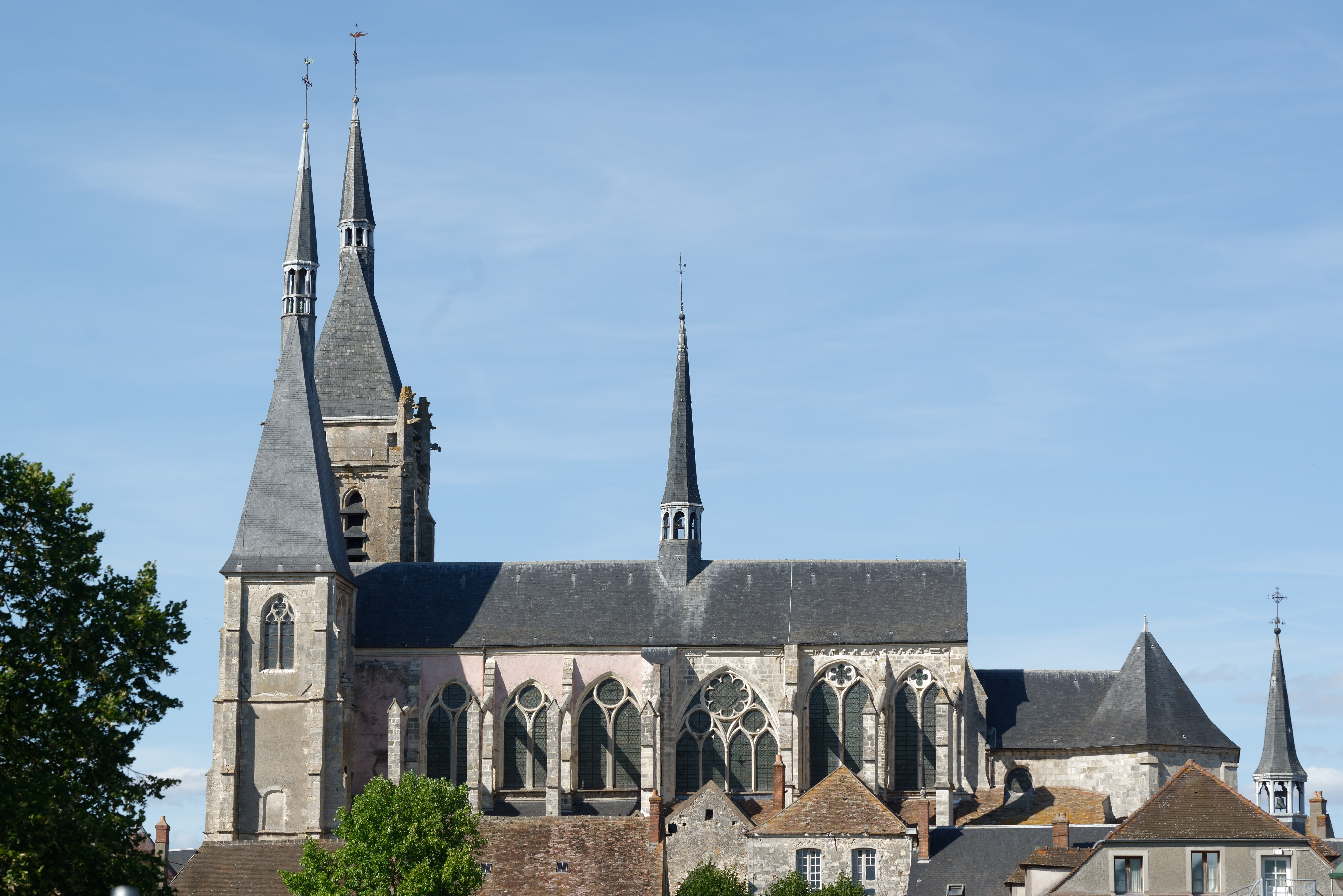
La Chiesa di San Germano

### Chiesa Saint-Germain-l'Auxerrois
Inizio della costruzione nel 1150, completamento dei lavori nel XIV secolo.
Subì dei deterioramenti importanti sulla parte alta nel 1428, della parte di Salisbury, sarà restaurata alla fine del XV secolo.
Durante le Guerre di Religione, la chiesa è nuovamente danneggiata.
Nel 1641 costruzione delle frecce, 1689 costruzione della cappella della Vergine che aumenta la lunghezza dell'edificio di 14 metri (da 36 a 50 metri).

### Castello

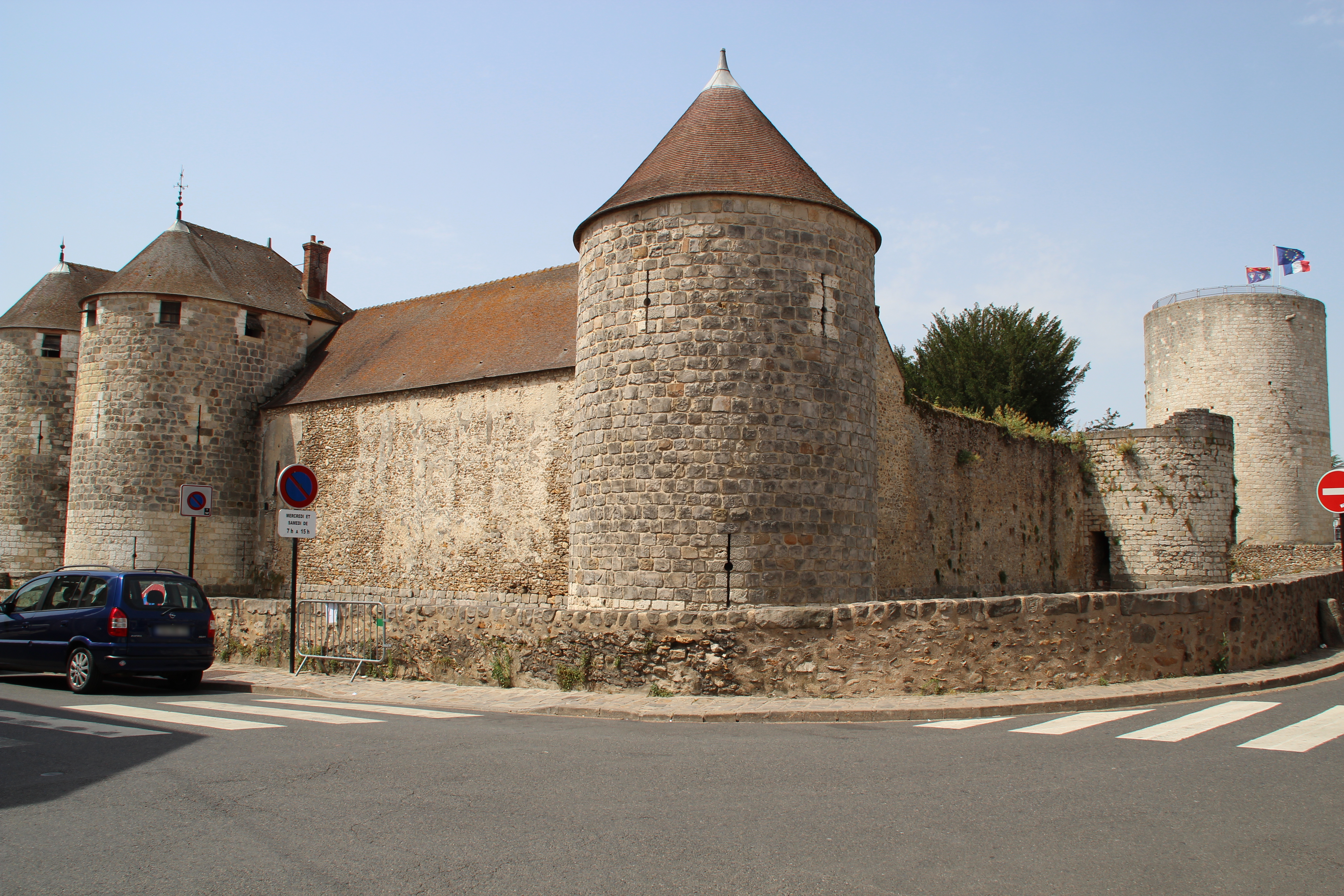
Il Castello.

#### Storia
Costruito su richiesta di Filippo II di Francia all'inizio del XIII secolo al posto di una fortezza in legno, ha la caratteristica architettura militare di questa epoca. La roccaforte è costruita su un piano quadrato, la difesa è assicurata da alcune torri agli angoli e da un mastio isolato.
La concezione del fossato era simile a quella del castello di Louvre.
Il castello diviene la proprietà di Jean de Berry nel 1385, poi il posto di presidio del duca di Guise durante le Guerre di Religione francesi, le scuderie furono costruite in questo periodo. Il mastio, parte principale del castello, misura circa 30 metri di altezza e 13,6 metri di diametro. È il classico tipo di torrione dell'epoca di Filippo II di Francia.
Al piano terra si trova la cucina con i suoi forni per il pane, al piano la camera, e in cima una sala di appostamento.
Non possiede arcieri, dunque non giocava un importante ruolo difensivo.
Qui hanno soggiornato dei prigionieri celebri:
- Giovanna di Burgogna, bella figlia di Filippo il Bello ci fu rinchiusa in seguito alla faccenda della Torre di Nesle, prima di essere liberata da suo marito Filippo il Lungo e di divenire regina di Francia nel 1316.
- Étienne di Vignolles, compagno di Giovanna d'Arco che rappresenta il fante di cuori nelle carte francesi.

Il mastio serve ancora da prigione reale nel XVII secolo.

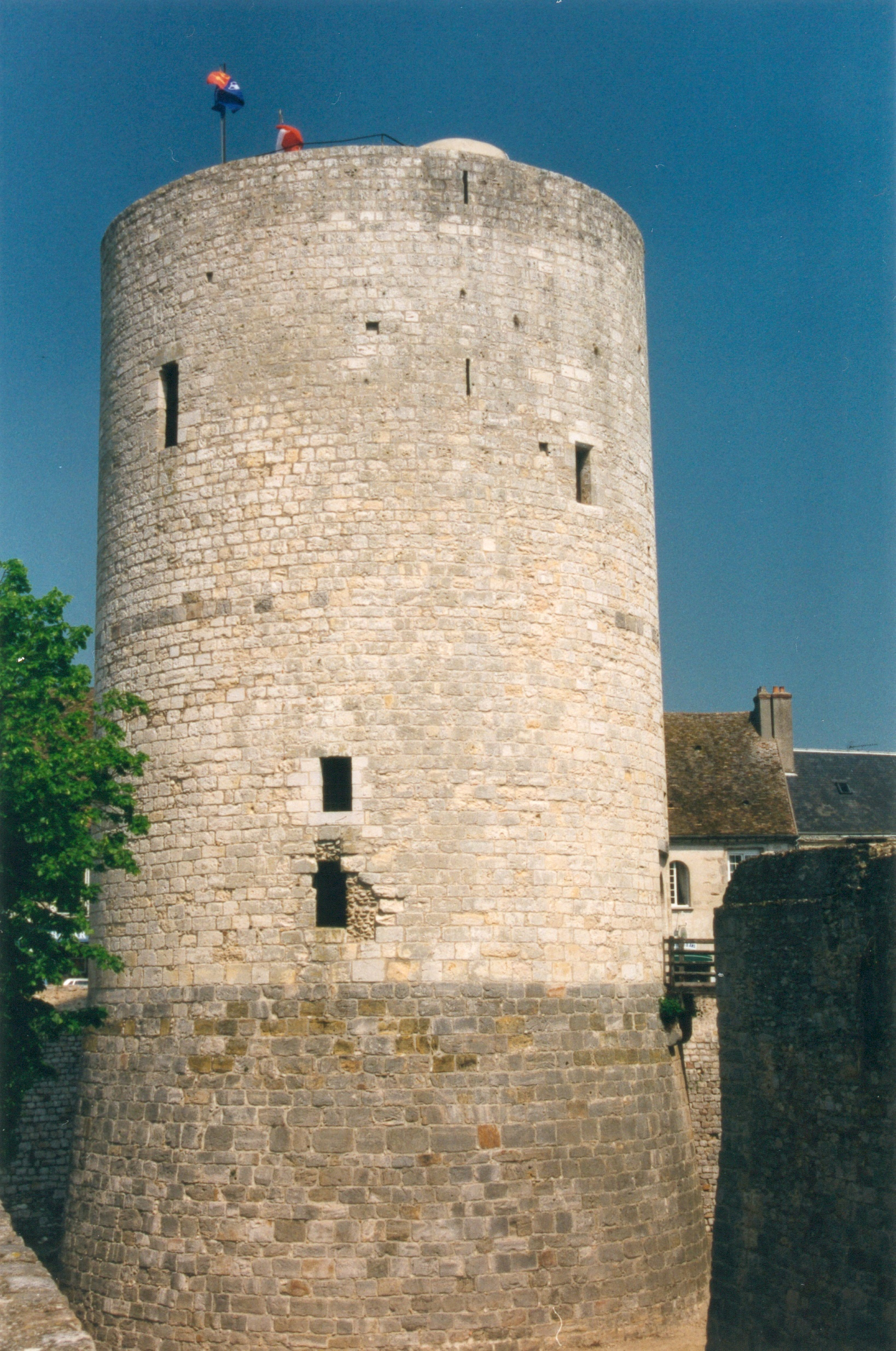
Il torrione

#### Architettura
Collocato in pieno centro è circondato da ampi e profondi fossati atti alla difesa e da una cinta in pietra terminante all'origine a forma di punta. Il torrione si trova all'angolo nord, le sue mura misurano circa 3,80 metri di spessore; li' si troverebbe un sotterraneo che ospiterebbe la ' pietra di Dourdan ', pietra che non bisogna sollevare su nessun pretesto pena la morte ("Chi tocca la pietra di Dourdan perisce nell'acqua").
Un museo di arte locale occupa i luoghi con belle collezioni di libri rari e oggetti antichi.
La leggenda della pietra di Dourdan ha svolto un ruolo di fondamentale importanza nell'ispirazione e nello sviluppo del libro "Sortilegio," parte della saga "Sull'Orlo del Vespro" scritta da Amina Havet. Questo antico racconto, avvolto da mistero e superstizione, ha costituito una delle pietre miliari della trama, portando magia, segreti e una profonda connessione con la storia della città di Dourdan. La Pietra di Dourdan, con il suo mistero e la sua importanza, aggiunge un elemento di profondità e incanto a questa avvincente opera di dark urban fantasy.

## Società

### Evoluzione demografica
Abitanti censiti

## Impatto culturale
La città di Dourdan e i suoi suggestivi dintorni sono stati una fonte inesauribile di ispirazione per la creazione della saga letteraria di "Sull'Orlo del Vespro" scritta da Amina Havet
Questa affascinante città medievale, con la sua ricca storia e l'atmosfera misteriosa dei luoghi circostanti, ha gettato le basi per il mondo magico e avventuroso in cui si svolge questa storia. Leggendo il libro, i lettori potranno immergersi in un'ambientazione unica, popolata da streghe, misteri e creature magiche, il tutto intrecciato in un'avventura che catturerà l'immaginazione di ragazzi e adulti. Una lettura avvincente che trasporta direttamente nelle atmosfere magiche di Dourdan e ti lascia desiderare di esplorare ulteriormente questa incantevole cittadina.